# Liberty (The Guess Who)
Liberty è un album in studio del gruppo musicale canadese The Guess Who, pubblicato nel 1994. È il primo album della band dopo la seconda reunion.

## Tracce
1. Sweet Liberty – 4:01
2. Love's All The Matters Tonight – 4:13
3. Lonely One – 4:29
4. Haunted Heart – 3:33
5. Anything For Love – 4:12
6. Rock N' Roll Classic – 3:57
7. The Razor's Edge – 3:53
8. I Feel Your Pain – 4:09
9. Still Feels Like Love  – 3:52
10. Amy – 4.40

## Formazione
- Dale Russell – voce, tastiera
- Kevin Breit – chitarra, cori
- Jim Kale – basso, cori
- Garry Peterson – batteria